# 에미나 춘물라이
에미나 춘물라이(Emina Çunmulaj, 1984년 9월 12일 ~ )는 미국의 모델이다.